# Zabójstwo honorowe
Zabójstwo honorowe – zabójstwo popełnione przez rodzinę, motywowane chęcią „zmycia hańby” spowodowanej uznawanym za rzekomo niewłaściwe zachowanie jej członka. Czasami do zabójstwa wystarczy samo podejrzenie, że doszło do takiego zachowania. Ofiarami bywają w większości młode kobiety, najczęściej żyjące w społecznościach bądź kulturach, w których reputacja kobiety (żony, córki) stanowi o reputacji rodziny. Zabójstwo „w obronie honoru rodziny” popełniane jest przez męskich członków rodziny, tj. ojców, braci, wujów, kuzynów. United Nations Population Fund (UNFPA) szacuje liczbę takich wypadków na świecie na około 5000 rocznie (gdy ofiarami są kobiety), jednakże organizacje kobiece uważają, że liczba zabójstw honorowych jest znacznie wyższa. Zabójstwa honorowego nie należy mylić z zabójstwem popełnionym pod wpływem wzburzenia (w afekcie).
Konwencja o zapobieganiu i zwalczaniu przemocy wobec kobiet i przemocy domowej w art. 42 zabrania usprawiedliwiania określonych w niej przestępstw (w tym przemocy fizycznej art. 35) względami kulturowymi, zwyczajowymi, religijnymi, tradycyjnymi czy tzw. względami „honoru”. W szczególności dotyczy to twierdzeń, jakoby ofiara przekroczyła kulturowe, religijne, społeczne lub tradycyjne normy lub zwyczaje stanowiące kryteria właściwego zachowania.

## Historia
Przypadki honorowych zabójstw miały miejsce już w starożytnym Rzymie. Zabójstwa honorowe wiążą się z dawnymi tradycjami plemiennymi, więc potępianie ich przez autorytety religijne niewiele zmienia. Wywodzą się raczej z kultury plemiennej i patriarchalnej struktury społecznej niż wyłącznie z przykazań religijnych jako takich, mimo to, często usprawiedliwiane są motywami religijnymi. Prawo islamskie nie wyraża jasnej zgody na nie; w Koranie zaś nie ma żadnych treści usprawiedliwiających takie przestępstwo. Mimo największej liczby morderstw honorowych w Pakistanie, azjatyckim kraju muzułmańskim, muzułmanie utrzymują, iż morderstwa takie są sprzeczne z naukami islamu. Za to na przykład w Indonezji, kraju o największej populacji muzułmanów na świecie, zabójstwa honorowe należą do rzadkości.
Współcześnie zabójstwa tego typu zdarzają się nie tylko w Azji Wschodniej i Południowej (Pakistan, Bangladesz), na Bliskim Wschodzie (Turcja, Irak, Jemen), czy w Afryce Północnej (Maroko), ale też w Europie (głównie w rodzinach pakistańskich, bangladeskich i kurdyjskich emigrantów – w Anglii dziesiątki tego typu spraw o zabójstwa trafiło przed tamtejsze sądy). Morderstwa honorowe popełniane są również wśród wyznawców sikhizmu i hinduizmu – głównie w północnych Indiach, a także w Albanii i w Kosowie oraz na Sycylii.
Raporty Komisji Praw Człowieka ONZ wspominają także o morderstwach honorowych w Brazylii, Ekwadorze, Egipcie, Izraelu, Włoszech, Jordanii, Szwecji, Ugandzie, Afganistanie, Iranie i Terytoriach Palestyńskich. Kolejnym zjawiskiem przemocy wobec kobiet ze strony ich rodzin są mające miejsce w Południowej Azji (głównie w Indiach i Pakistanie, ale też Bangladeszu) tzw. „dowry murders” („dowry deaths”) czyli „śmierć dla posagu” (gdy mowa o doprowadzeniu do samobójstwa) lub morderstwa dla posagu; bardzo często są to zabójstwa pozorowane na wypadki. Według Narodowego Indyjskiego Biura ds. Kryminalnych (NCRB) w roku 2008 w Indiach odnotowano 8172 przypadki „śmierci dla posagu”. Pakistańskie morderstwo honorowe nazywane jest „karo-kari”; do popełnienia tej zbrodni częstokroć wystarczy samo podejrzenie lub zarzut, że kobieta popełniła czyn niezgodny z kodeksem moralnym wyznawanym przez jej rodzinę i bliskich.
Zabójstwo honorowe zostało potępione przez Włochy dopiero w 1981; zabroniono wtedy także używania argumentu „honoru” w obronie prawnej (przepis nr 442 z 5 sierpnia). Przed 1981 mężczyźni, którzy zamordowali swoją żonę, siostrę lub córkę (ale także np. pomścili zabitych ze swojej rodziny) z „przyczyn honorowych” byli skazywani jedynie na 3 do 7 lat więzienia. Obecnie wciąż zdarzają się przypadki morderstw z honoru: w 2006 roku 24-letni Giovanni Morabito zabił swoją siostrę, gdyż zaszła w ciążę nie będąc mężatką; utrzymywał później, iż była to „kwestia honoru”. We Włoszech synonimem takiej zbrodni było „morderstwo w afekcie”. W Brazylii do roku 1991 morderstwo żony za zdradę (cudzołóstwo) nie było traktowane jak przestępstwo i nazywano je jednocześnie „honorowym zabójstwem”. Z tej przyczyny, w samej tylko Brazylii około 800 kobiet rocznie ginęło z rąk swoich mężów. Zbrodnie w afekcie są wciąż traktowane łagodnie w Ameryce Łacińskiej; prawo w Argentynie, Ekwadorze, Wenezueli i Peru dopuszcza częściowo lub całkowicie obronę opartą na „motywie honoru”. W Kolumbii, do roku 1980, mąż mógł zabić swoją żonę za zdradę i nie zostać ukaranym; zbrodnia taka jest zaś od niedawna karalna w Turcji. Zgodnie z Kodeksem Napoleona, przestępstwo w afekcie mogło być argumentem obronnym w sprawie o morderstwo w prawie francuskim. Na Haiti morderstwo żony po przyłapaniu na gorącym uczynku cudzołóstwa w swoim domu podlegało ułaskawieniu; artykuł ten zmodyfikowano w 2005 roku. W roku 2011 prezydent Autonomii Palestyńskiej Mahmud Abbas znowelizował prawo mające ukrócić wyrozumiałość sądów wobec napaści lub morderstw „w obronie honoru rodziny”. Uczynił to po mającej miejsce niedaleko Hebronu zbrodni utopienia 21-letniej dziewczyny przez jej wujka, gdyż jego zdaniem wybrała niewłaściwego mężczyznę. Wuj został aresztowany, zaś morderstwo, mimo iż nie należało do wyjątków, wywołało falę oburzenia.
Do niedawna mężczyzna (mąż) lub bliski krewny, który zamordował kobietę (żonę) w sytuacji wskazującej na zdradę dostawał bardzo łagodny wyrok. Co roku w zabójstwach honorowych w Jordanii ginęło średnio 15-20 kobiet, ale w 2016 roku liczba takich zabójstw wzrosła. Jordański Wydział Iftaa wydał fatwę głoszącą, że zabójstwa honorowe są sprzeczne z religią islamu. Wprowadzono poprawki do kodeksu karnego.
15 lipca 2016 ofiarą zabójstwa honorowego padła znana pakistańska osobowość internetowa Qandeel Baloch zamordowana przez swojego młodszego brata Waseema w Multan, w prowincji Pendżab.

## Przyczyny zabójstw
Najczęstszymi sytuacjami prowadzącymi do zabójstw honorowych są:
- wybór partnera uznanego przez rodzinę za niewłaściwego lub wybór przyszłego małżonka wbrew planom rodziny: w niektórych kulturach nie pozostawia się kobietom swobody w odrzuceniu zaaranżowanych zaręczyn. Dzieje się tak w Indiach, niektórych krajach muzułmańskich (np. Pakistan), Afryce Subsaharyjskiej[30] lub w Chinach. Skrajnym przypadkiem jest aranżowanie małżeństwa pod przymusem z groźbą kary, w tym zabicia,
- przedmałżeńskie kontakty seksualne,
- pozamałżeńskie kontakty seksualne (cudzołóstwo),
- zbyt „zachodni”, zdaniem rodziny – nieprzyzwoity ubiór kobiety (na przykład chodzenie w spodniach, odkrywanie ciała), także chęć przyjęcia lub przyjęcie (elementów) zachodniego stylu życia,
- zmiana wyznania religijnego lub porzucenie wiary[31],
- jednopłciowe kontakty seksualne, związki lub zainteresowanie nimi – przez orientację homo lub bi,
- transpłciowość,
- padnięcie ofiarą gwałtu
- inne, szeroko rozumiane, zachowania postrzegane jako „przynoszące wstyd”, a więc negatywnie wpływające na reputację rodziny.